# Hercostomus placidus
Hercostomus placidus är en tvåvingeart som först beskrevs av Friedrich Hermann Loew 1873.  Hercostomus placidus ingår i släktet Hercostomus och familjen styltflugor. Inga underarter finns listade i Catalogue of Life.